# Die Frau mit dem Dolche
Die Frau mit dem Dolche ist ein Schauspiel in einem Akt von Arthur Schnitzler. Es gehört gemeinsam mit drei anderen zum Einakterzyklus Lebendige Stunden. Das Stück wurde gemeinsam mit den anderen am 4. Januar 1902 im Deutschen Theater Berlin uraufgeführt.

## Inhalt
Pauline trifft sich mehrfach mit dem jungen Leonhard in der Gemäldegalerie. Er gesteht der verheirateten jungen Frau seine Liebe. Zu spät, signalisiert die Angebetete. Morgen schon reise sie mit ihrem Gatten, dem Dichter, nach Italien. Überdies liebe sie Leonhard nicht. Leonhard hält unbeirrbar an seinem Entschluss fest. In der kommenden, für beide letztmöglichen und einzigen Nacht wird Pauline ihm gehören.
Ein Zeitsprung rückwärts in das 16. Jahrhundert wird auf der Bühne vollführt – hinein nach Italien in jene Epoche, in der das Bild Die Frau mit dem Dolche, vor dem die beiden augenblicklich stehen, gemalt wurde. Nun heißt Pauline Paola und Leonhard Lionardo. Die Konstellation im Spätmittelalter ist gleichsam eine kongruente zur Neuzeit. Viel mehr noch – der Maler Lionardo besaß in der vergangenen Nacht Paola, die Gattin eines anderen. Nun, da der betrogene Gatte naht, will sich Lionardo aus Liebe zu Paola umbringen, damit er sich „mit einem Blicke nicht verriete“.
Der Ehemann tritt auf. Paola weist auf den noch lebenden Lionardo und gesteht dem Gatten die Liebesbeziehung. Lionardo will von dem Ehemanne auf der Stelle getötet werden. Letzterer verzichtet auf die Rache und öffnet großzügig das Tor zur Freiheit. Paola erdolcht Lionardo.
Ein Zeitsprung vorwärts in die Neuzeit beendet zugleich das Drama: Die entschlossene Pauline will die kommende Nacht mit Leonhard verbringen.

## Form
Das Stück ist raffiniert gebaut. Der Kurzausflug ins Spätmittelalter nimmt den Ausgang des Dramas vorweg. Pauline wird also Leonhard nach der gemeinsamen Nacht umbringen.

## Oper
- Wladimir Iwanowitsch Rebikow komponierte die Oper Die Frau mit dem Dolche (Shenschtschina s kinshalom). Es existiert ein Klavierauszug aus dem Jahr 1911.

## Rezeption
- Sprengel[3] ordnet das Stück in jene Dramatik Schnitzlers ein, in der „vorübergehende Untreue“ in der Künstlerehe vom Partner durchaus geduldet wird.